# Pareuplexia humilis
Pareuplexia humilis är en fjärilsart som beskrevs av W. Warren 1911. Pareuplexia humilis ingår i släktet Pareuplexia och familjen nattflyn. Inga underarter finns listade i Catalogue of Life.